# Isochromodes sabularia
Isochromodes sabularia är en fjärilsart som beskrevs av Paul Dognin. Isochromodes sabularia ingår i släktet Isochromodes och familjen mätare. Inga underarter finns listade i Catalogue of Life.